# 王非
王非（1963年—），出生于北京，中国职业篮球教练和前篮球运动员，前浙江广厦篮球俱乐部主教练，现任央视篮球比赛直播评论嘉宾。他以冷酷的表情和不苟言笑的个性著称。

## 球员时期
1979年王非入伍，进入八一青年队。1982年至1991年入选中国青年队以及中国国家男子篮球队，获得过亚运会、亚洲篮球锦标赛等一系列冠军荣誉，球场上他有着出色的弹跳能力和意识。他是中国职业篮球联赛第一届扣篮大赛冠军。

## 教练时期
退役后王非于1994年出任八一男篮主教练一职，并且带领八一火箭队在创建初的CBA联赛中取得五连冠的佳绩。他于1998年4月10日出任中国国家男篮主教练一职，直到翌年5月5日因病辞职。王非随后来到NBA，1999-2000赛季中随达拉斯小牛队教练组学习。2001年4月7日二度出任中国男篮主教练，2003年底开设王非篮球训练营。2005年出任新疆飞虎队主教练，2007-08赛季入主浙江广厦队。2018-19赛季睽違5年再度復出，入主山西汾酒猛龙篮球俱乐部队擔任主教練兼任總經理。

## 个人荣誉

### 球员时期荣誉
- 亚运会冠军：1986年、1990年
- 亚锦赛冠军：1989年、1991年

### 执教时期荣誉
- CBA总冠军：1994-95年、1995-96年、1996-97年、1997-98年、1998-99年、2000-01年
- CBA最佳教练：1995-96年、1996-97年、1997-98年、1998-99年、2000-01年
- 亚青赛冠军：1996年
- 全运会冠军：1997年、2001年
- 亚洲明星队主教练：1997年
- 亚洲职业篮球俱乐部杯冠军：1997年
- 亚运会冠军：1997年
- 东亚运动会冠军：2001年
- 亚锦赛冠军：2001年
- 亚锦赛最佳教练：2001年

## 場外經歷
- Nike打出名堂第一屆評審：2014年

## 个人生活
王非有着慢性哮喘病史，身体一直不佳。他和妻子陆雅育有一个女儿。